# Bembidion chalceum
Bembidion chalceum es una especie de escarabajo del género Bembidion, familia Carabidae. Fue descrita científicamente por Dejean en 1831.
Habita desde Columbia Británica, Territorios del Noroeste y Terranova y Labrador hasta California, Colorado, Arkansas y Carolina del Sur. Mide 4,8-5,7 mm. Suele encontrarse en bancos con grava y arena, especialmente en grandes ríos.